# Luis A. Baralt y Peoli
Luis Alejandro Baralt y Peoli (Santiago de Cuba, 1849-París, 1933) fue un escritor, diplomático, educador, periodista y médico cubano.

## Biografía
Nacido el 1 de octubre de 1849 en Santiago de Cuba, realizó sus primeros estudios en su ciudad natal. Marchó a Matanzas, donde su prosiguió su educación en La Empresa, la escuela de Antonio Guiteras. Tras regresar a Santiago de Cuba, estudió en el Instituto de la ciudad. A la edad de dieciocho años marchó a Nueva York para estudiar en el Bellevue Hospital y se convirtió en doctor en medicina. Practicó la profesión de médico durante varios años, pero también dedicó su tiempo al periodismo, el arte y la educación. Ejerció como crítico de teatro para The World de Nueva York. Fue fundador y presidente de la Society for Harmonius Culture.
Durante la Guerra de independencia de Cuba colaboró con la Junta Revolucionaria de Nueva York para reunir fondos para la causa separatista. Fue durante algún tiempo profesor de Español en la Universidad de Columbia, además de en el College of the City of New York. Cuando España perdió el control de la isla de Cuba, retornó a su tierra natal y obtuvo una plaza de profesor de Inglés en el Instituto de La Habana. Desde su vuelta a Cuba dedicó la mayor parte de su tiempo al estudio de la educación y se involucró en diversos movimientos para la mejora de la educación pública en la isla. Colaborador en la prensa periódica, fue autor de varios libros de texto para el estudio del inglés y el español, como The Harmonic Method for Learning Spanish (1896), además de escribir una traducción al español de Hamlet. Hacia finales de la década de 1910 era ministro plenipotenciario y enviado extraordinario de Cuba en Lima. Falleció el 22 de enero de 1933 en París y, tras varios años, sus restos terminaron siendo sepultados en el cementerio de Colón.